# 4273 Dunhuang
4273 Dunhuang este un asteroid din centura principală, descoperit pe 29 octombrie 1978.